# Airborne-Express-Flug 827
Der Airborne-Express-Flug 827 (Flugnummer IATA: GB827, ICAO: ABX827, Funkrufzeichen: ABEX 827) war ein Testflug der Fluggesellschaft Airborne Express am 22. Dezember 1996. Auf diesem Testflug kam es zu einem Strömungsabriss und dem anschließenden Absturz der Maschine, wobei alle sechs Personen an Bord ums Leben kamen.

## Flugzeug
Bei der verunglückten Maschine handelte es sich um eine Douglas DC-8-63F, die im Douglas-Werk in Long Beach, Kalifornien endmontiert wurde. Das Rollout der Maschine erfolgte am 14. April 1967. Das Flugzeug trug die Werksnummer 45901, es handelte sich um die 293. Douglas DC-8 aus laufender Produktion. Die DC-8 wurde am 15. Juli 1967 mit dem Luftfahrzeugkennzeichen PH-DEB neu an die KLM Royal Dutch Airlines ausgeliefert, wo sie den Taufnamen Christophorus Kolumbus erhielt. Im Juni 1984 wurde die Maschine an die Air World Affairs verkauft, die die Maschine unmittelbar an die Fluggesellschaft zurückverleaste und wenig später in der ATASCO Leasing aufging. Ab dem 13. Juni 1984 war die Maschine mit ihrem neuen Luftfahrzeugkennzeichen N929R an die Capitol Air verleast, ab dem 20. Oktober 1984 an die National Airlines. Die Maschine wurde anschließend zum Frachtflugzeug umgebaut und wurde dann ab Januar 1986 an Emery Worldwide verlast. Ab Juni 1988 war die Aerolease neuer Eigentümer und Leasinggeber der Maschine. Ab dem 17. Juni 1996 befand sich die Maschine im Betrieb bei der Airborne Express. Das vierstrahlige Langstrecken-Schmalrumpfflugzeug war mit vier Triebwerken des Typs Pratt & Whitney JT3D-7 ausgestattet. Zum Zeitpunkt des Unfalls hatte die Maschine eine Gesamtbetriebsleistung von 62.800 Betriebsstunden absolviert, auf die 24.234 Starts und Landungen entfielen.

## Flugplan und Flugzweck
Mit der Maschine wurde ein Testflug durchgeführt, der nach einer größeren Instandhaltungsmaßnahme erforderlich war. Die Überholung des Flugzeugs wurde von der Triad International Maintenance Corporation (TIMCO) durchgeführt. Während der Generalüberholung erhielt das Flugzeug größere Avionik-Upgrades. Alle vier Triebwerke wurden ausgebaut. Zwei von ihnen wurden überholt, die anderen beiden wurden vollständig durch baugleiche Triebwerke ersetzt. Zur Geräuschreduzierung wurden an allen Triebwerken Hush-Kits installiert. Die Überziehwarnanlage des Flugzeugs wurde getestet und für funktionsfähig erklärt.
Flug 827 sollte ursprünglich am 16. Dezember durchgeführt werden, verzögerte sich jedoch aufgrund von Wartungsarbeiten. Ein Flugversuch am 21. Dezember, der von derselben Besatzung durchgeführt wurde, musste aufgrund eines Hydraulikproblems abgebrochen werden.
Der Flug wurde nach Instrumentenflugregeln geflogen, die Maschine sollte zunächst zum New River Valley in Pulaski County, Virginia, nach Nordwesten fliegen, dann nach Beckley, West Virginia, gefolgt von anderen Wegpunkten in Kentucky und Virginia, und schließlich nach Greensboro zurückkehren. Der Flug sollte zwei Stunden dauern.

## Insassen
Es befanden sich zwei Flugkapitäne an Bord, einer steuerte die Maschine, der andere überwachte den Flug, außerdem befanden sich ein Flugingenieur und drei Mechaniker der Fluggesellschaft in der Maschine.
Der in der Funktion des Flugkapitäns fliegende, beobachtende Pilot war der 48-jährige Garth Dale Avery, der seit 1988 für die Airborne Express arbeitete und über 8.087 Stunden Flugerfahrung verfügte, von denen er 869 Stunden im Cockpit der Douglas DC-8 absolviert hatte. Während des Fluges saß er im rechten Pilotensitz.
Der in der Funktion des Ersten Offiziers befindliche Kapitän war der 37-jährige William Keith Lemming, der seit 1991 für die Airborne Express arbeitete und 8.426 Flugstunden absolviert hatte, davon 1.509 auf der DC-8. Er saß im linken Pilotensitz.
Der Flugingenieur war der 52-jährige Terry Waelti, der wie Kapitän Avery seit 1988 bei der Airborne Express angestellt war. Waelti verfügte über 7.928 Flugstunden, davon hatte er 2.576 Stunden mit der Douglas DC-8 absolviert.
Bei den drei Technikern handelte es sich um den 48-jährigen Edward Bruce Goettsch, den 39-jährigen Kenneth Athey und den 36-jährigen Brian C. Scully. Goettsch und Athey arbeiteten beide für Airborne Express, während Scully für TIMCO arbeitete.

## Flugverlauf und Unfallhergang
Die Maschine startete am 22. Dezember 1996 um 17:40 Uhr und stieg nach dem Start auf 9.000 Fuß (ca. 2.700 Meter) und dann auf 14.000 Fuß (ca. 4.300 Meter) Höhe.
Kurz nach Erreichen einer Flughöhe von 14.000 Fuß (ca. 4.300 Meter) flog die Maschine unter Vereisungsbedingungen, wie sich später Aufnahmen des Cockpit Voice Recorders entnehmen ließ. Kapitän Lemming merkte dabei einen sich auf der Maschine bildenden Eisansatz an. Das Eis spielte bei dem Unfall keine Rolle.
Während des Fluges wurden mehrere Fahrwerks-, Hydraulik- und Triebwerkstests ohne besondere Zwischenfälle durchgeführt. Um 18:05 Uhr sagte der Flugingenieur Waelti an, dass als nächstes Strömungsabrisse vollzogen werden sollten. Die Besatzung sollte dabei das Flugzeug verlangsamen, bis der Stick Shaker sich aktiviert, und dann die Kontrolle über die Maschine wiedererlangen. Kapitän Avery gab an, dass die Strömungsabrissgeschwindigkeit 122 Knoten (226 km/h) betrug, während Waelti meinte, dass der Stick Shaker sich bei 128 Knoten (237 km/h) aktivieren würde. Die Flugbesatzung verlangsamte das Flugzeug allmählich um 1 Knoten (1,9 km/h) pro Sekunde.
Um 18:07 Uhr wurde die Motorleistung erhöht. Eine Minute später, um 18:08 Uhr, wurde ein Rucken festgestellt, was während eines Strömungsabrisstests jedoch als normal gilt. Es folgte ein rasselndes Geräusch. Bei einer Geschwindigkeit von 145 Knoten (ca. 269 km/h) erlitt die Maschine einen tatsächlichen Strömungsabriss. Der Stick Shaker aktivierte sich jedoch nicht, er war auf den Aufzeichnungen des Stimmenrekorders zu keinem Zeitpunkt zu hören. Die Flugbesatzung gab maximalen Schub und drückte die Flugzeugnase nach unten, um die Maschine aus dem Strömungsabriss herauszufliegen. Um 18:09 Uhr fragte die Flugsicherung die Besatzung, ob sie einen Notsinkflug eingeleitet habe, was Kapitän Avery bejahte. Dies war der letzte Funkspruch aus der Maschine.
Um 18:09:36 Uhr aktivierte sich das Bodennäherungswarnsystem. Drei Sekunden später stürzte die Maschine gegen einen Berg. Alle sechs Personen an Bord kamen dabei ums Leben und das Flugzeug wurde zerstört.

## Unfalluntersuchung
Laut dem Flugdatenschreiber waren die Flugzeugnase und die Tragflächen beim Aufprall um 26 bzw. 52 Grad nach unten ausgerichtet.
Das NTSB stellte den Strömungsabriss in einem Simulator nach. In der Simulation wurde der Stick Shaker bei 144 Knoten (166 mph; 267 km/h) aktiviert. Trotz der Intensivierung des Strömungsabrisses traten im Simulator keine unerwarteten Absenkungen der Flugzeugnase oder Rollwinkel auf. Die abnehmende Fluggeschwindigkeit führte dazu, dass sich die Nase hob.
Im Jahr 1991 war an einer anderen DC-8 der Airborne Express während eines Tesfluges ein echter Strömungsabriss aufgetreten, aber die Flugbesatzung konnte aus diesem herausfliegen und die Tests ohne weitere Zwischenfälle fortsetzen. Bei dem Vorfall von 1991 wurde der Stick Shaker gleichzeitig mit der Ruckbewegung aktiviert.
Der Flugbesatzung war bewusst, dass sie sich in einem Strömungsabriss befand. Kapitän Avery bemerkte jedoch nicht die fehlerhaften Flugsteuerungseingaben von Kapitän Lemming. Er versuchte auch nicht, die Kontrolle über das Flugzeug selbst zu übernehmen. Das NTSB konnte die Gründe für das mangelhafte Crew Resource Management nicht ermitteln, vermutete jedoch, dass dies möglicherweise auf die Tatsache zurückzuführen sei, dass beide Piloten Kapitäne waren.